# Carl Dennis
Carl Dennis (Saint Louis, 7 settembre 1939) è un poeta statunitense.

## Biografia
Nato a Saint Louis, Carl Dennis studiò all'Oberlin College e all'Università di Chicago, prima di conseguire la laurea all'Università del Minnesota nel 1961. Cinque anni dopo ottenne il suo dottorato di ricerca all'Università della California - Berkeley. Sempre nel 1966 ottenne una cattedra all'Università di Buffalo, dove insegnò fin quasi al pensionamento. Dal 1974 al 2018 ha pubblicato quattordici raccolte di poesie, vincendo il Premio Pulitzer per la poesia nel 2002 per Practical Gods.